# AFNI
AFNI (Akronym für Analysis of Functional NeuroImages) ist eine Software-Sammlung zur Anzeige, Bearbeitung und Auswertung von funktionellen Magnetresonanztomografie-Bilddaten. AFNI ist freie Software (unter GPL Version 2), die in C geschrieben wurde. Zur Sammlung gehören außerdem noch Python-Skripte und -Plugins. AFNI läuft auf unixoiden Betriebssystemen und nutzt ein eigenes Datenformat (.HEAD und .BRIK), kann aber auch mit vielen anderen Datenformaten umgehen (DICOM, Analyze, NIfTI, Siemens .ima etc.). Die Entwicklung begann im Jahr 1994 durch Robert Cox und seine Kollegen am Medical College in Wisconsin. Heute ist die Entwicklung beim National Institute of Mental Health angesiedelt.

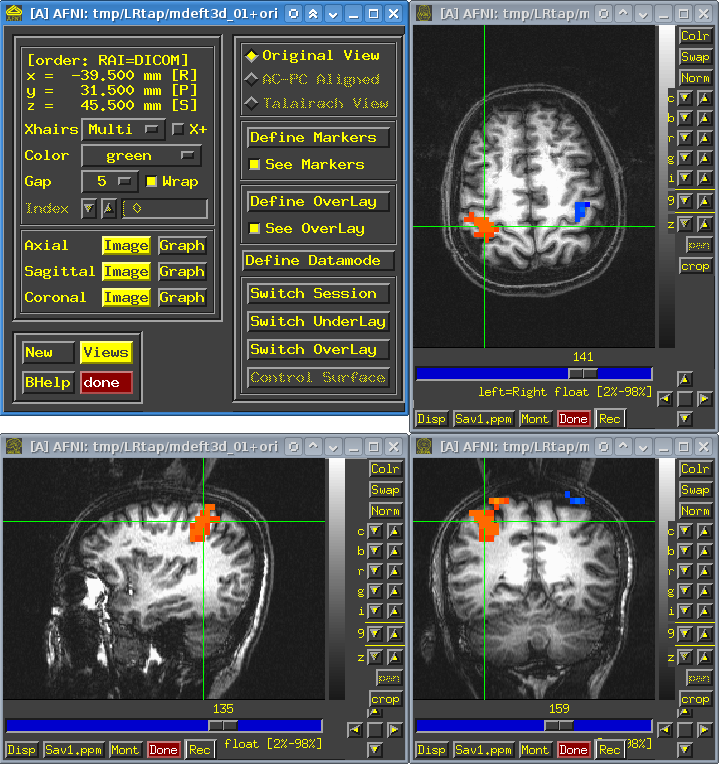

AFNI bietet eine Schnittstelle zu R, welche für statistische Auswertungen genutzt wird. Die Stärke von AFNI besteht unter anderem in der Visualisierung der Daten, z. B. mittels SUMA. AFNI ist nach FSL und SPM einer der am häufigsten genutzten Softwarepakete in den Neurowissenschaften.